# John Mason
John Mason (1600 körül – 1672) az angol hadsereg parancsnoka.
1632-ben kivándorolt Új-Angliába. Öt éven belül csatlakozott a Massachusetts öbölben lévő kolóniából nyugatra tartó felfedező csoporthoz, akik létrehoztak egy telepet, amely később Connecticut Colony lett. Feszültségek támadtak a környék pequot indiánjaival, ami végül vérontáshoz vezetett. Az angol telepesek Masont bízták meg egy felfedező úttal az indiánok szállásához. Szörnyűséges öldöklés kerekedett, mely egy hatalmas ütközet után a pequot törzs megsemmisülésével végződött. 
A háború után Masont megválasztották Connecticut kormányzójának. Jelentős szerepet játszott a mai Norwich városának létrehozásában.
John Masonnak szobrot állítottak a Windsor béli Palisado Green-ben. Egy térkép, mely a szobor helyét mutatja.